# Wereldkampioenschappen moderne vijfkamp 1978
De wereldkampioenschappen moderne vijfkamp 1978 werden gehouden in Jönköping in Zweden. Er stonden vier onderdelen op het programma, voor het eerst streden vrouwen om de wereldtitel.

## Medailles

### Mannen
| Onderdeel   | Goud | Goud                                                     | Zilver | Zilver                                    | Brons | Brons                                        |
| ----------- | ---- | -------------------------------------------------------- | ------ | ----------------------------------------- | ----- | -------------------------------------------- |
| Individueel | URS  | Pavel Lednjev                                            | POL    | Janusz Pyciak-Peciak                      | USA   | Neil Glenesk                                 |
| Team        | POL  | Janusz Pyciak-Peciak Slawomir Rotkiewicz Zbigniew Pacelt | FRG    | Norbert Kühn Axel Starmann Gerhard Werner | URS   | Pavel Lednjev Oleg Boelgakov Aleksandr Tarev |

### Vrouwen
| Onderdeel   | Goud | Goud         | Zilver | Zilver          | Brons | Brons         |
| ----------- | ---- | ------------ | ------ | --------------- | ----- | ------------- |
| Individueel | GBR  | Wendy Norman | GBR    | Wendy Skipworth | CAN   | Nancy Absolon |
| Team        | GBR  |              | USA    |                 | FRG   |               |

### Medaillespiegel
| Plaats | Land                     | Goud | Zilver | Brons | Totaal |
| 1      | Verenigd Koninkrijk      | 2    | 1      | 0     | 3      |
| 2      | Polen                    | 1    | 1      | 0     | 2      |
| 3      | Sovjet-Unie              | 1    | 0      | 1     | 2      |
| 4      | Verenigde Staten         | 0    | 1      | 1     | 2      |
| 5      | Bondsrepubliek Duitsland | 0    | 1      | 1     | 2      |
| 6      | Canada                   | 0    | 0      | 1     | 1      |
| Totaal | Totaal                   | 4    | 4      | 4     | 12     |